# Aizanat Murtazayeva
Aizanat Majachevna Murtazayeva (en ruso: Айзанат Махачевна Муртазаева; Majachkalá, 23 de septiembre de 2001) es una deportista rusa que compite en esgrima, especialista en la modalidad de espada.
Ganó una medalla de plata en el Campeonato Mundial de Esgrima de 2025 y una medalla de oro en el Campeonato Europeo de Esgrima de 2025. Participó en los Juegos Olímpicos de Tokio 2020, ocupando el cuarto lugar en la prueba individual y el octavo por equipos.

## Palmarés internacional
| Campeonato Mundial | Campeonato Mundial | Campeonato Mundial | Campeonato Mundial |
| Año                | Lugar              | Medalla            | Prueba             |
| ------------------ | ------------------ | ------------------ | ------------------ |
| 2025               | Tiflis (Georgia)   | Medalla de plata   | Espada por equipos |
| Campeonato Europeo |                    |                    |                    |
| Año                | Lugar              | Medalla            | Prueba             |
| 2025               | Génova (Italia)    | Medalla de oro     | Espada individual  |